# مسابقات قهرمانی رالی کراس جهانی

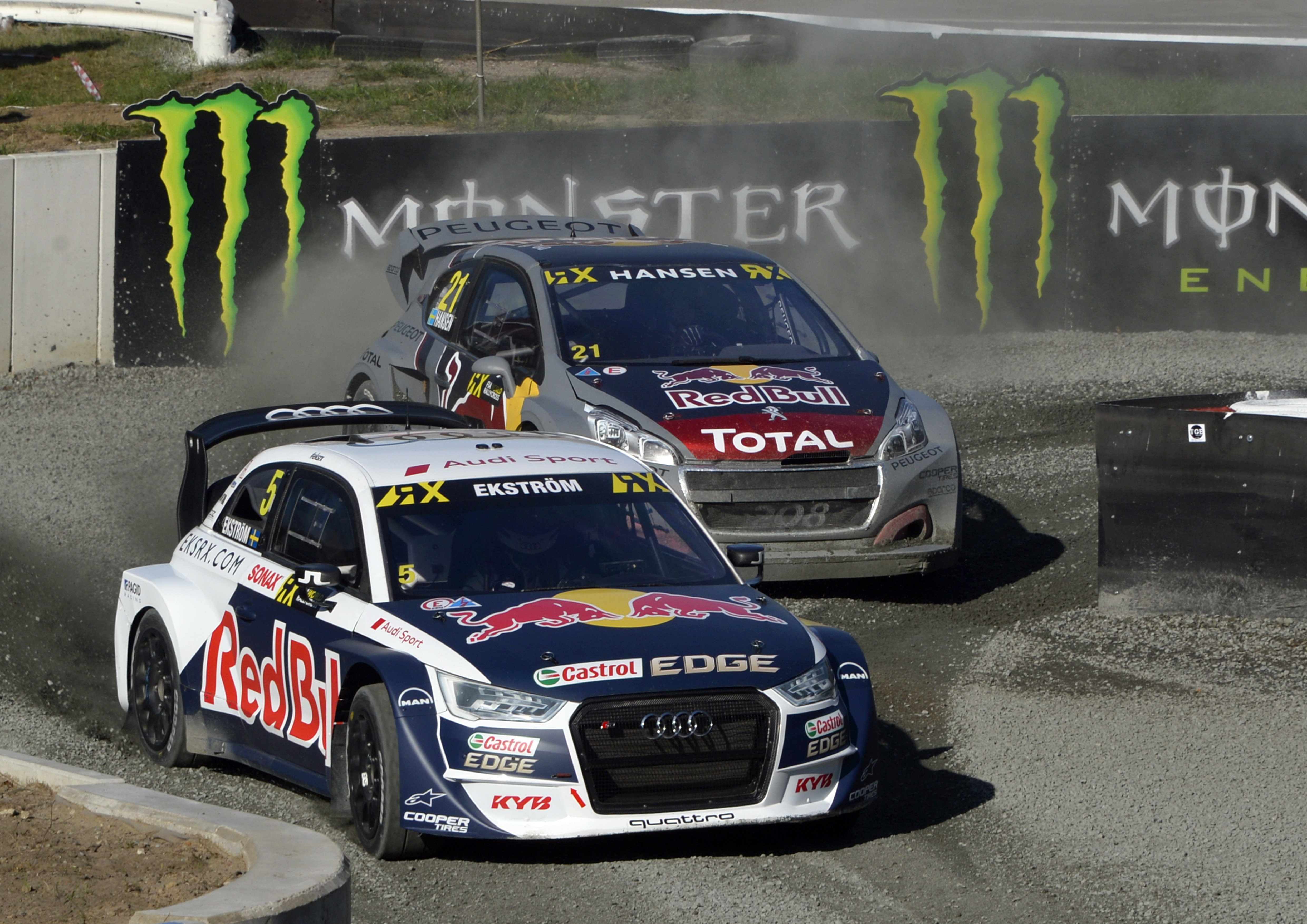

مسابقات جهانی قهرمانی رالی کراس (مخفف اسم World RX) سری مسابقات رالی کراس است که توسط سازمان بین‌المللی اتومبیلرانی برگزار می‌شود.

سال ۲۰۱۴ اولین فصل این مسابقات بود که تا سال ۲۰۲۰ برگزاری مسابقات بر عهده ای‌ام‌جی موتوراسپورت بود.

## فرمت برگزاری

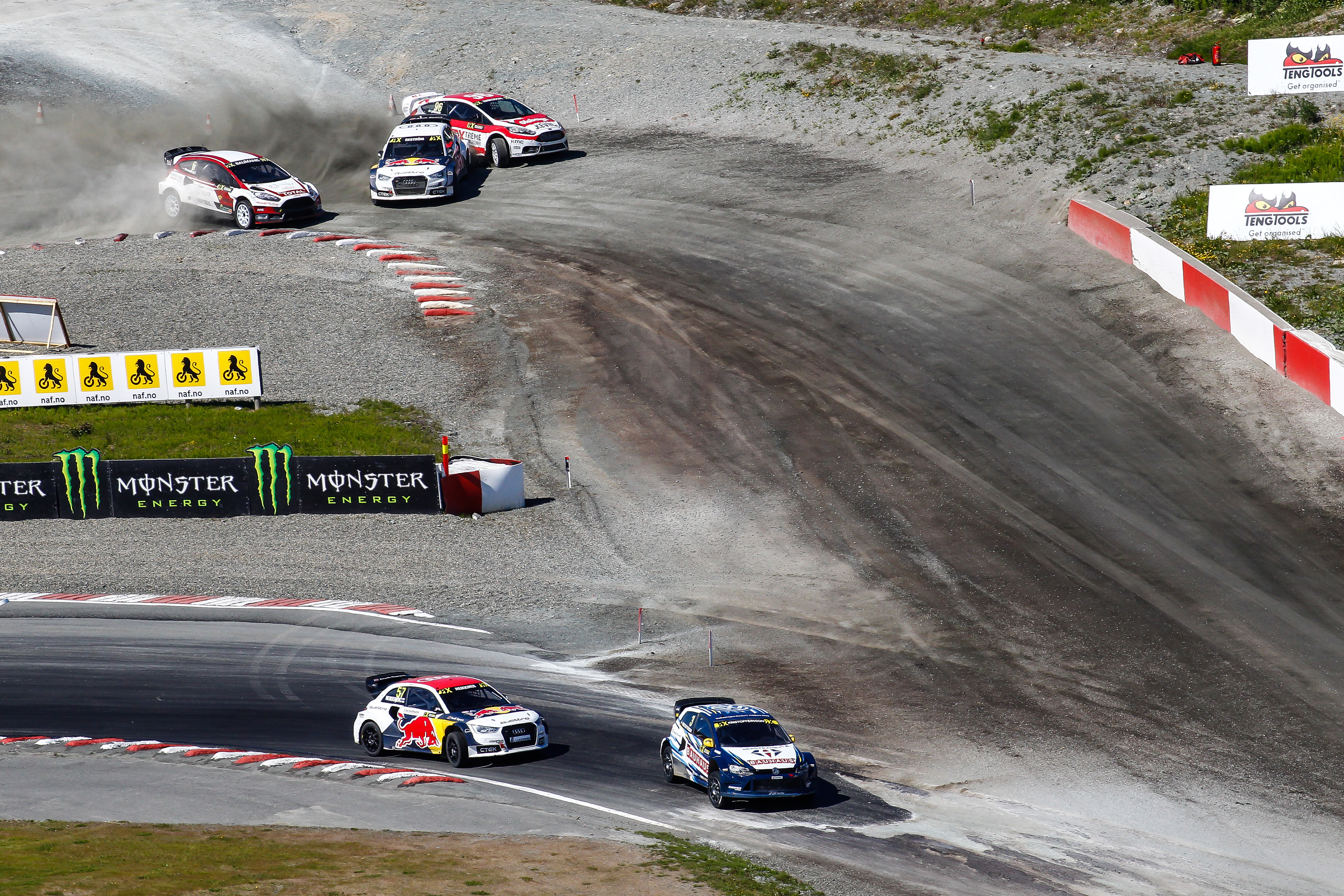
دور معمولی در مقابل دور جوکر (رالی نروژ ۲۰۱۶)
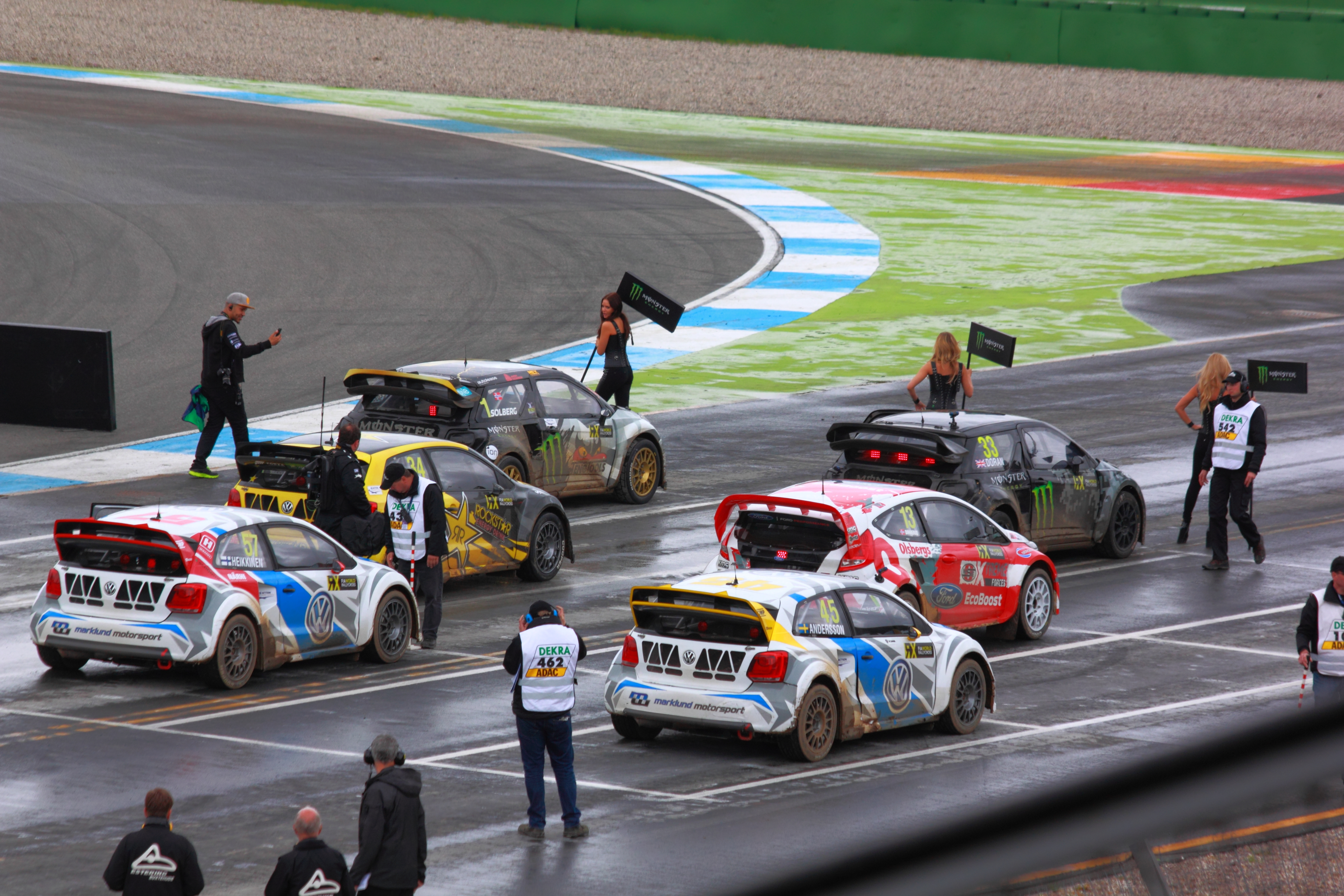
خودرو‌ها در خط شروع مسابقه (نحوه جایگیری)
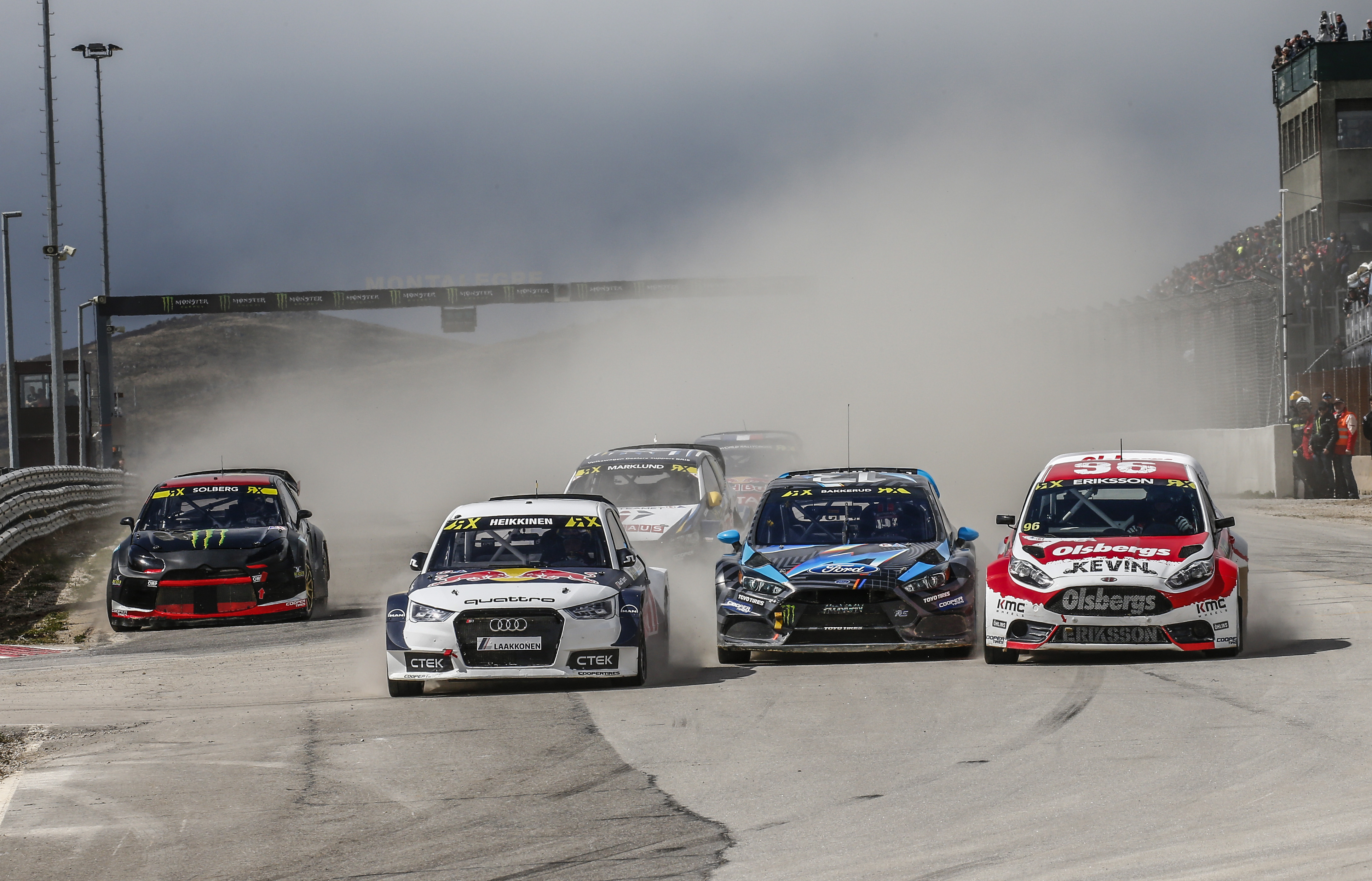
نیمه نهایی دوم در رالی کراس پرتغال ۲۰۱۶

این مسابقات در حال حاضر شامل ۱۲ رویداد مختلف در دو روز است که در پیست‌های بسته با سطح مخلوط (آسفالت و گراول) برگزار می‌شود.
هر مسابقه شامل موارد زیر است:
- ۲ نیمه نهایی. ۶ خودرو در هر دو نیمه نهایی مسابقه می‌دهند که در ۶ دور معمولی و یک دور جوکر انجام می‌شود.

۳ راننده برتر در هر نیمه نهایی وارد مرحله نهایی یا فینال می‌شوند.
- فینال. مثل مرحله نیمه نهایی، مسابقه نهایی نیز با ۶ خودرو در ۶ دور (شامل یک دور جوکر) برگزار می‌شود. برنده فینال برنده رویداد تلقی می‌شود.

با این حال، برنده نهایی لزوماً بیشترین امتیاز قهرمانی را از کل رویداد کسب نکرده است. (مثال: در نیمه نهایی ششم شود و فینال را ببرد تمام امتیازات ممکن را کسب نکرده است اما برنده مسابقه شده است)

## کلاس بندی مسابقات
در طول اولین فصل مسابقات قهرمانی رالی کراس جهانی در سال ۲۰۱۴، دو کلاس، سوپرکار (کنونی RX1) و سری ار اکس لایت (کنونی RX2) برگزار شد.
تیم‌های ار اکس لایت با اتومبیل‌های مشابهی که توسط OlsbergsMSE آماده کرده بود مسابقه دادند.
سری مسابقات قهرمانی جهانی رالی کراس برای متمایز ساختن آن از مسابقات قهرمانی رالی کراس اروپا که از سال ۱۹۷۶ شروع شده بود و در مارس ۲۰۱۳ تغییر نام داد، معرفی شد.

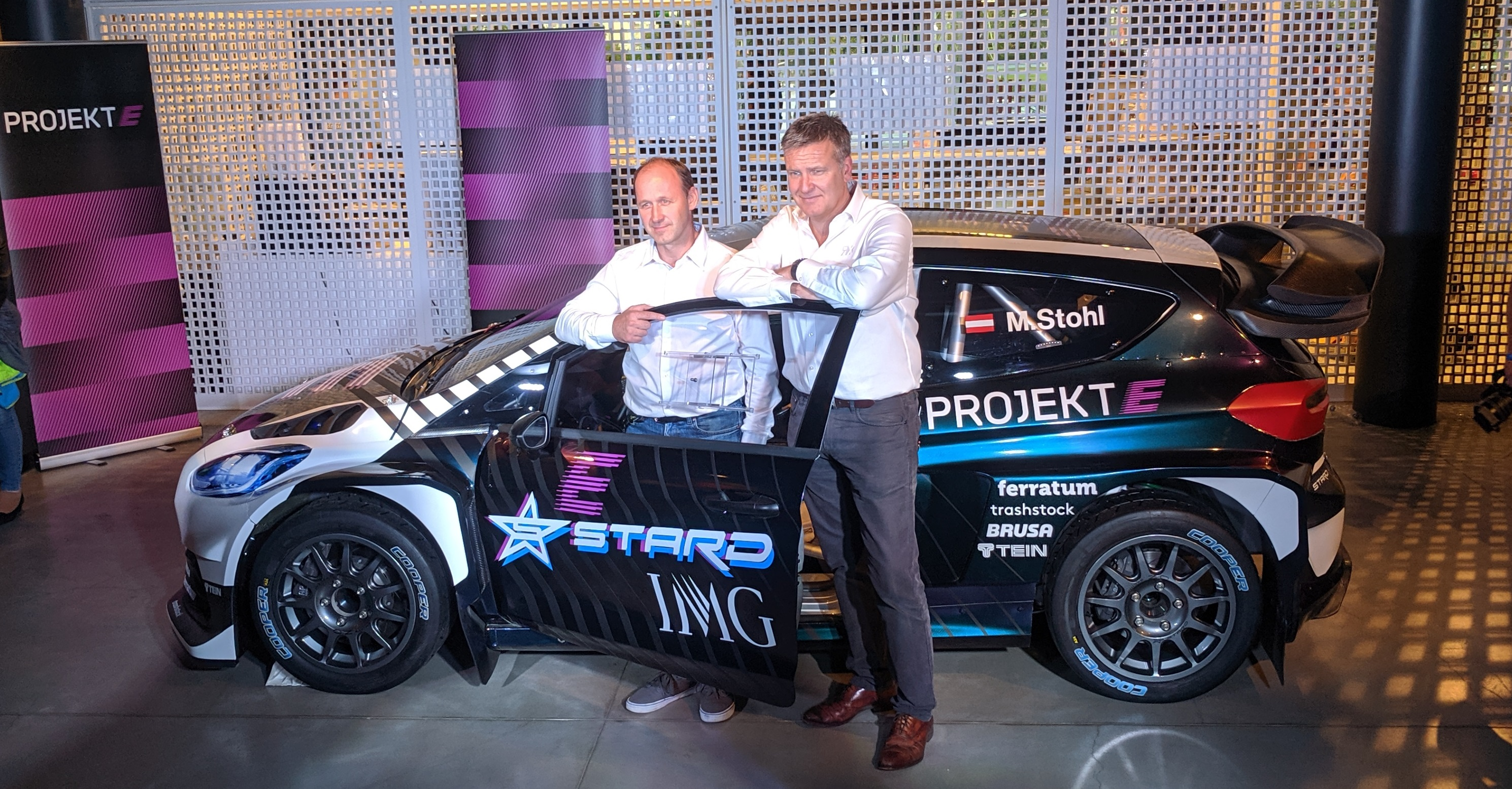
پروژه خودرو الکتریکی رالی کراس

### کلاس الکتریکی
کلاس الکتریکی قرار بود در سال ۲۰۲۰ معرفی شود، اما در اوت ۲۰۱۸ اعلام شد که معرفی این کلاس کاملاً الکتریکی تا سال ۲۰۲۱ به تعویق خواهد افتاد تا به تولیدکنندگان زمان بیشتری برای ارائه علاقه برای پیوستن به این کلاس و پیروی از تغییر قوانین داده شود.
در عوض، کلاس پروژه 'ای' در سال ۲۰۲۰ به عنوان یک سری موازی ویژه با استفاده از یک مسابقه دهنده مشخص برگزار شد. خودروی رالی کراس الکتریکی با مشخصات پروژه ای در سپتامبر ۲۰۱۹ در موزه ریگا موتور در لتونی رونمایی شد.
سازمان بین‌المللی اتومبیلرانی در اوت ۲۰۲۰ اعلام کرد که کلاس ار اکس ۲ای (RX2e) جایگزین کلاس ار اکس ۲ (RX2) برای فصل ۲۰۲۱ خواهد شد.
کلاس برتر مسابقات قهرمانی رالی کراس جهان در اوت ۲۰۲۲ به خودروهای برقی ار اکس ۱ای (RX1e) تبدیل شد و دنیای رالی کراس را به یک سری مسابقات تمام الکتریکی تبدیل کرد.

#### مشخصات فنی خودروها
برای سال ۲۰۲۲، دو مسابقات قهرمانی رالی کراس جهانی و دو قهرمانی رالی کراس اروپا وجود:
1. مسابقات قهرمانی رالی کراس جهانی، با استفاده از

خودروهای الکتریکی کلاس ار اکس ۱ای (RX1e)
1. مسابقات رالی کراس ار اکس ۱ اروپا، با استفاده از خودروهای کلاس ار اکس ۱ (RX1)
2. مسابقات قهرمانی رالی کراس ار اکس ۲ای (RX2e)، با استفاده از خودروهای کلاس الکتریکی ار اکس ۲ای (RX2e)
3. مسابقات رالی کراس ار اکس ۳ اروپا، با استفاده از خودروهای کلاس ار اکس ۳

| کلاس      | خروجی                              | خروجی                                     | وزن                                    | سال فعالیت             |
| کلاس      | قدرت                               | گشتاور                                    | وزن                                    | سال فعالیت             |
| --------- | ---------------------------------- | ----------------------------------------- | -------------------------------------- | ---------------------- |
| RX1       | ۴۳۰–۴۵۰ کیلووات (۵۷۰–۶۰۰ اسب بخار) | ۸۴۰–۹۲۰ نیوتن متر (۶۲۰–۶۸۰ پوند-فوت)      | ۱٬۳۰۰ کیلوگرم (۲٬۹۰۰ پوند)             | ۲۰۱۴–۲۰۲۱ فقط در اروپا |
| RX2       | ۲۳۰–۲۴۰ کیلووات (۳۱۰–۳۲۰ اسب بخار) | ۳۰۰ نیوتن متر (۲۲۰ پوند نیرو-فوت)         | ۱٬۱۰۰ کیلوگرم (۲٬۴۰۰ پوند)             | ۲۰۱۴–۲۰۲۰              |
| RX3       | ۱۶۰–۱۹۰ کیلووات (۲۲۰–۲۵۰ اسب بخار) | ۱۹۰–۲۰۰ نیوتن متر (۱۴۰–۱۵۰ پوند نیرو-فوت) | ۹۲۰–۱٬۰۰۰ کیلوگرم (۲٬۰۳۰–۲٬۲۰۰ پوند)   | فقط در اروپا           |
| Projekt E | ۴۵۰ کیلووات (۶۰۰ اسب بخار)         |                                           |                                        | ۲۰۲۰                   |
| RX1e      | ۵۱۰ کیلووات (۶۸۰ اسب بخار)         | ۸۸۰ نیوتن متر (۶۵۰ پوند نیرو-فوت)         | ۱٬۳۰۰–۱٬۳۳۰ کیلوگرم (۲٬۸۷۰–۲٬۹۳۰ پوند) | ۲۰۲۲–هم‌اکنون           |
| RX2e      | ۲۷۰ کیلووات (۳۶۰ اسب بخار)         | ۵۱۰ نیوتن متر (۳۸۰ پوند نیرو-فوت)         | ۱٬۲۹۰ کیلوگرم (۲٬۸۴۰ پوند)             | ۲۰۲۱–هم‌اکنون           |

یادداشت‌ها:
1. ↑  قبلا سوپرکار, ۲۰۱۴–۲۰
2. ↑  قبلاً آر اکس الیت, ۲۰۱۴–۱۶
3. ↑  قبلا سوپر ۱۶۰۰, ۲۰۰۱–۱۰
4. ↑   انحصاری در قهرمانی رالی کراس اروپا

## سیستم امتیاز دهی
سیستم امتیاز دهی مسابقات به شرح زیر است:
| جایگاه | اول | دوم | سوم | چهارم | پنج | ششم | هفتم | هشتم | نهم | دهم | یازدهم | دوازدهم | سیزدهم | چهاردهم | پانزدهم |
| ------ | --- | --- | --- | ----- | --- | --- | ---- | ---- | --- | --- | ------ | ------- | ------ | ------- | ------- |
| امتیاز | ۲۰  | ۱۶  | ۱۳  | ۱۲    | ۱۱  | ۱۰  | ۹    | ۸    | ۷   | ۶   | ۵      | ۴       | ۳      | ۲       | ۱       |

فرمت امتیاز دهی مسابقات قهرماتی رالی کراس جهانی بین سال‌های ۲۰۱۴–۲۰۲۰ به صورت زیر بوده است:
| هیت‌ها      | ۱۶ | ۱۵ | ۱۴ | ۱۳ | ۱۲ | ۱۱ | ۱۰ | ۹ | ۸ | ۷ | ۶ | ۵ | ۴ | ۳ | ۲ | ۱ |
| نیمه نهایی | ۶  | ۵  | ۴  | ۳  | ۲  | ۱  |    |   |   |   |   |   |   |   |   |   |
| فینال      | ۸  | ۵  | ۴  | ۳  | ۲  | ۱  |    |   |   |   |   |   |   |   |   |   |

## نتایج
آمار تا پایان فصل ۲۰۲۳ تکمیل شده است.

### قهرمانان
| فصل  | قهرمانی رانندگان  | قهرمانی رانندگان         | قهرمانی رانندگان | قهرمانی تیم              | قهرمانی تیم    |
| فصل  | راننده            | تیم                      | خودرو            | تیم                      | خودرو          |
| ---- | ----------------- | ------------------------ | ---------------- | ------------------------ | -------------- |
| ۲۰۱۴ | پیتر سولبرگ       | پیتر سولبرگ رالی کراس    | سیتروئن دی‌اس۳    | Olsbergs MSE             | فورد فیستا     |
| ۲۰۱۵ | پیتر سولبرگ       | پیتر سولبرگلیام دوران    | Citroën DS3      | تیم پژو-هنسن             | پژو ۲۰۸        |
| ۲۰۱۶ | ماتیاس اکستروم    | EKS RX                   | آئودی اس۱        | EKS RX                   | آئودی اس۱      |
| ۲۰۱۷ | یوهان کریستوفرسون | فولکس‌واگن                | فولکس‌واگن پولو   | فولکس‌واگن                | فولکس‌واگن پولو |
| ۲۰۱۸ | یوهان کریستوفرسون | فولکس‌واگن                | فولکس‌واگن پولو   | فولکس‌واگن                | فولکس‌واگن پولو |
| ۲۰۱۹ | تیمی هنسن         | هنسن موتوراسپورت تیم MJP | پژو ۲۰۸          | هنسن موتوراسپورت تیم MJP | پژو ۲۰۸        |
| ۲۰۲۰ | یوهان کریستوفرسون | فولکس‌واگن                | فولکس‌واگن پولو   | KYB Team JC              | آئودی اس۱      |
| ۲۰۲۱ | یوهان کریستوفرسون | EKS KYB JC               | آئودی اس۱        | هنسن موتوراسپورت تیم     | پژو ۲۰۸        |
| ۲۰۲۱ | یوهان کریستوفرسون | کریستوفرسون موتوراسپورت  | فولکس‌واگن پولو   | کریستوفرسون موتوراسپورت  | فولکس‌واگن پولو |
| ۲۰۲۳ | یوهان کریستوفرسون | کریستوفرسون موتوراسپورت  | فولکس‌واگن پولو   | کریستوفرسونموتوراسپورت   | فولکس‌واگن پولو |